# Nightwatching
Nightwatching es una película del Reino Unido dirigida por Peter Greenaway y estrenada en 2007.

## Argumento
En 1642, Rembrandt es un pintor respetado en toda Holanda. El artista cree que su último encargo, un retrato de grupo de la milicia de arcabuceros de Ámsterdam, no está a su altura, pero termina aceptándolo ante la insistencia de su esposa embarazada. A medida que se adentra en el mundo de los mercaderes, Rembrandt descubre un entramado de corrupción que terminará en un crimen espantoso. El artista decide denunciarlo en su obra, sin saber que será el inicio de su declive personal y profesional.